# Hypsolebias hellneri
El rivulín de Hellners (Hypsolebias hellneri) es una especie de pez actinopeterigio de agua dulce, de la familia de los rivulines. El nombre de hellneri se le puso en honor de Steffan Hellner.
Por su belleza es comercializado para su uso en acuariofilia, si bien es muy difícil de mantener en acuario.

## Morfología
Con el cuerpo muy colorido que lo hace idóneo para acuarios, la longitud máxima descrita fue de 6 cm.

## Distribución y hábitat
Se distribuye por ríos de América del Sur, por la cuenca fluvial del río São Francisco, en Brasil. Son peces de agua dulce, de comportamiento bentopelágico no migratorio, que prefieren aguas tropicales entre 22 °C y 26 °C.